# Accélération par effet de marée

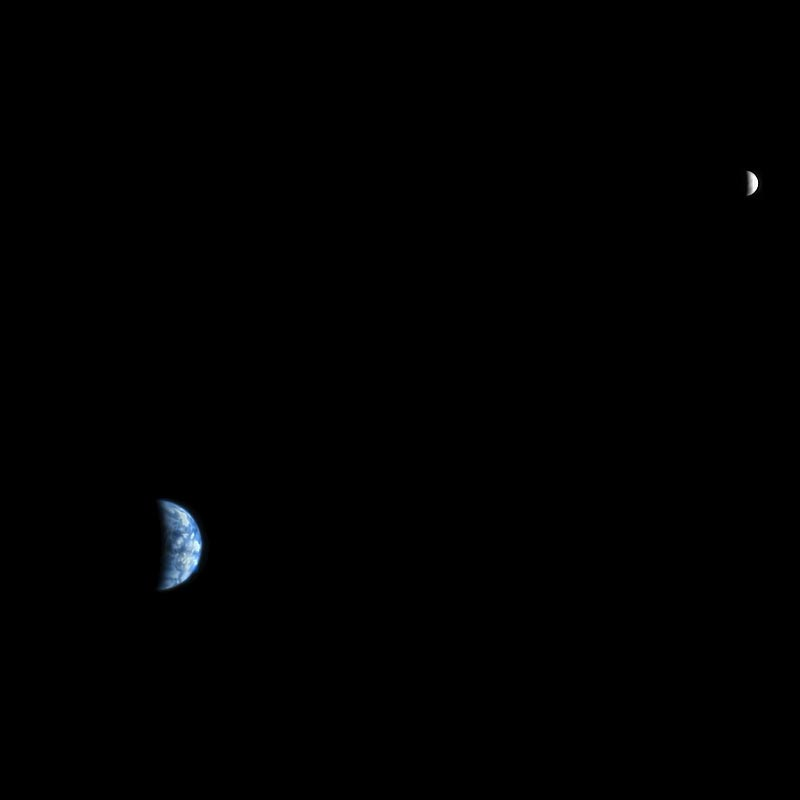
La Terre et la Lune vues de Mars : la présence de la Lune, dont la masse est 1/81e de celle de la Terre, ralentit la rotation de cette dernière d’environ 2 millisecondes par siècle.

L’accélération par effet de marée est un effet de la force de marée entre un satellite naturel (par exemple la Lune) et la planète autour de laquelle il orbite (par exemple la Terre).
Cet effet provoque un éloignement progressif du satellite s'il a une orbite prograde et une décélération de la vitesse de rotation de la planète. Ce double effet mène à une rotation synchrone du plus petit corps d’abord, puis du corps le plus important. Le système Terre-Lune est le cas le mieux étudié : la Lune s'éloigne ainsi de la Terre d'environ 3,8 mètres par siècle et la période de rotation de la Terre (la journée) s'allonge dans le même temps d'environ 2 millisecondes.
Le processus est appelé décélération par effet de marée lorsque le satellite a une période orbitale plus courte que la période de rotation du corps primaire ou lorsque son orbite est rétrograde.

Dans le cas de l'accélération par effet de marée (1), le bourrelet de marée du côté du satellite (en rouge) attire le satellite plus que le bourrelet du côté opposé (en bleu), produisant une force résultante dans la direction de l'orbite du satellite, l'amenant sur une orbite plus élevée.
Dans le cas de la décélération par effet de marée (2) avec la rotation inversée, la force résultante s'oppose à la direction de l'orbite, la diminuant.

La nomenclature porte à confusion car la vitesse du satellite décroît avec une accélération par effet de marée, tandis qu’elle croît avec une telle décélération. Ce paradoxe apparent s'explique car une accélération d'un corps en orbite provoque une augmentation de son apogée et donc un éloignement. Or les lois de Kepler impliquent que plus un corps s'éloigne, plus sa vitesse orbitale ralentit. Et réciproquement pour une décélération.

## Mécanisme

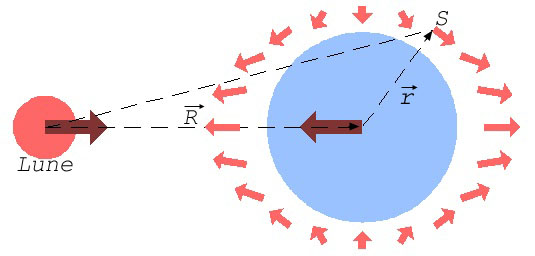
Forces de marées provoquées par la Lune sur la Terre.

La circulation d'un satellite de masse notable autour d'une planète provoque des déformations du champ gravitationnel du système planète-satellite. Ces déformations provoquent des mouvements de matière au sein de la planète, par exemple pour la Terre principalement le mouvement des océans générant les marées, mais aussi des mouvements au sein du manteau terrestre.
L'énergie globale d'un système isolé reste constante (conservation de l'énergie). Ces mouvements internes consomment une grande énergie cinétique, qui est prélevée sur l'énergie potentielle gravitationnelle du satellite, qui est inversement proportionnelle à sa distance, provoquant son éloignement et sur le moment cinétique de la planète provoquant la diminution de sa vitesse de rotation.

## Système Terre-Lune

### Histoire de la découverte de l’accélération séculaire
En 1695, Edmond Halley est le premier à suggérer que le mouvement moyen de la Lune s’accélérait en comparant avec des observations d’anciennes éclipses, sans toutefois qu’il ne fournît de données. Il n'était pas encore connu à l'époque de Halley que ce qui se passe réellement comprend un ralentissement du taux de rotation de la Terre : voir aussi temps des éphémérides.

### Source
- (en) Cet article est partiellement ou en totalité issu de l’article de Wikipédia en anglais intitulé « Tidal acceleration » (voir la liste des auteurs).